# 斜口鱥魚
斜口鱥魚（学名：Clinostomus elongatus）為輻鰭魚綱鯉形目雅羅魚科的一個種，分布於北美洲加拿大安大略省南部及美國五大湖、俄亥俄河、密西西比河上游、賓夕法尼亞州薩斯奎哈納河流域，本魚體細長而側扁，色澤鮮豔，有一條從頭部延伸到背鰭的寬大紅色條紋，沿著身體中部延伸，在它上面，一條亮黃色的條紋從頭到尾延伸，顏色在春季最亮，在夏末和秋季褪色，有一張非常大的嘴和突出的下顎，體長可達12公分，棲息在水質清澈、砂石底質且植物生長的河川上游，生活習性不明。

## 外部連結
- 斜口鱥魚的圖片 （页面存档备份，存于）